# Сигэмацу, Наоки
Наоки Сигэмацу (яп. 重松直樹 Сигэмацу Наоки, род. 24 декабря 1977 года) — японский фигурист, четырёхкратный серебряный призёр чемпионата Японии по фигурному катанию. Он завоевал серебро на чемпионате мира среди юниоров в 1994 году, на чемпионате мира в 1995 году стал 23-м. Выступал на чемпионате четырёх континентов и зимней Универсиаде. Наоки Сигэмацу закончил спортивную карьеру в 2000 году и в настоящее время работает тренером. Среди чего учеников — фигуристы Такахито Мура, Руми Суйдзу и Хирофуми Тории.